# Дженна Сантороміто
Дженна Сантороміто (англ. Jenna Santoromito; нар. 21 січня 1987, Сідней, Австралія) — австралійська ватерполістка, олімпійська медалістка. Сестра Мії Сантороміто.

## Виступи на Олімпіадах
| Олімпіада  | Дисципліна | Місце |
| ---------- | ---------- | ----- |
| Пекін 2008 | водне поло | 3     |